# Jens Book-Jenssen
Jens Book-Jenssen, född 14 november 1910, död 28 mars 1999, var en norsk sångare, textförfattare och revydirektör.
I Norge var han mycket populär i radio och på scenen, särskilt under 1930-, 1940- och 1950-talen.